# Luis Laiseka
Luis Fernando Laiseka Urrutia (Sodupe, Gueñes, 1948), conegut com a Luis Laiseka, és un conegut polític i activista basc d'ideologia independentista basca del Pais Basc, regidor de l'Ajuntament de Güeñes i ExSecretari General d'HB i EH, entre altres càrrecs.

## Trajectòria política
Luís Laiseka va néixer en Sodupe en 1948. Quan era jove, en 1968, va ser detingut per la Guàrdia Civil i va ser torturat. Per les circunstacias socials, va decidir involucrar-se en la política.
Des de jove es va afiliar a Acció Nacionalista Basca (EAE-ANV). Va ser cap de llista i candidat a alcalde en Güeñes en les eleccions del 28 de maig de 1995 pel partit polític Herri Batasuna. El partit va obtenir 2 regidors i ell va exercir de regidor, líder de l'oposició i de Portaveu del grup municipal Herri Batasuna a l'Ajuntament de Güeñes i també va ser el Secretari General d'HB en Güeñes.
En les següents eleccions, en les eleccions municipals del 13 de juny de 1999, després que HB fos il·legalitzada, Laiseka va ser cap de llista i candidat a alcalde en Güeñes pel partit polític Euskal Herritarrok, el qual va tornar a obtenir 2 regidors i Luis Laiseka va tornar a ser regidor, líder de l'oposició, i de Portaveu del grup municipal Euskal Herritarrok a l'Ajuntament de Güeñes i Secretari General d'EH. També va ser candidat a juntero a les Juntes Generals de Biscaia.
En 2003, com el partit polític Euskal Herritarrok va ser dissolt i el Tribunal Suprem va il·legalitzar els partits polítics Herri Batasuna i Batasuna, Laiseka i altres veïns de Güeñes van promoure una candidatures populars municipals. En el cas de Güeñes es van presentar sota la candidatura Güeñesko Abertzale Sozialistak (en català, Socialistes Nacionalistes de Güeñes), GUAS, a les eleccions municipals d'Espanya de 2003, on es van presentar diferents persones independents, entre elles, la seva filla Ziortza Laiseka Alcoceba.
Laiseka també va fundar juntament amb uns altres la coneguda associació cultural i recreativa de Güeñes Herriko Geltokia (en català, l'estació del poble), la qual presideix, fundant la Herriko Taberna de Güeñes. El Tribunal Suprem la va incloure en les llistes de "Herriko Tabernas" que s'han de clausurar.
Està casat amb Paquita Alcoceba, política i activista basc, representant de Gure Esku Dago i una de les fundadores de Gure Esku Dago Güeñes, i el seu cunyat és Arturo Alcoceba, conegut periodista i activista del Pais Basc.